# CurseForge
CurseForge ist eine Website, die Modifikationen für verschiedene Computerspiele anbietet. Die Website wurde 2007 gegründet und gehört seit 2020 der Entwicklungsplattform Overwolf.

## Geschichte
Die Domain curseforge.com wurde im Oktober 2007 erstmals registriert. Am Anfang verlinkte die Website nur zu Werbungen, die sich auf das Computerspiel World of Warcraft bezogen. Anfang 2008 begann die Website Modifikationen zum Spiel World of Warcraft, die zuvor auf der Website curse.com hochgeladen wurden, zu importieren.
CurseForge richtete sich ursprünglich eher an Addon-Entwickler als an Benutzer, während curse.com sich an die breite Öffentlichkeit richtete. Neben World of Warcraft wurde CurseForge auch auf Warhammer Online: Age of Reckoning, Age of Conan, StarCraft II und Runes of Magic ausgeweitet.
Mitte 2011 begann CurseForge mit dem Hosten von Minecraft-Inhalten, die bis heute den Großteil der Inhalte auf der Website ausmachen. Vorher bot CurseForge hauptsächlich nur Servermodifikationen zu Minecraft an, später aber auch mehr Clientmodifikationen und später auch noch Ressourcenpakete und Weltdateien. Die Servermodifikationen, die auf CurseForge gelistet waren, wurden auf der Website von Bukkit gehostet. Später wurde die Rubrik „Clientmodifikationen“ einfach nur in „Modifikationen“ umbenannt.
Im August 2016 wurde die Curse LLC, das Unternehmen, dem CurseForge gehört, von Twitch übernommen. Im Juni 2019 erhielt CurseForge ein neues Design und CurseForge-Konten und Twitch-Konten wurden zusammengeführt.
Im Juni 2020 wurde CurseForge von Overwolf übernommen. Zwei Jahre später, im Juni 2022, veröffentlichte Overwolf einen CurseForge-Client.
Im April 2023 bekam CurseForge erneut ein neues Design. Jedoch ist das alte Design noch über die Website legacy.curseforge.com aufrufbar. Aufgrund des neuen Designs werden das Autorenforum und das Minecraft-Forum auf CurseForge bald eingestellt.
Im Juni 2023 erregte CurseForge für Aufmerksamkeit, nachdem Anfang des Jahres Konten auf der Website gestohlen wurden und Schadsoftware in Minecraft-Modifikationen und Modpacks der jeweiligen Konten hochgeladen wurde. Das Schadprogramm wurde von der Community Fractureiser genannt. Nach der Bekanntgabe handelte CurseForge schnell und entfernte die Schadsoftware von den jeweiligen Modifikationen und Modpacks.

## Spiele (Auswahl)
Neben den Spielkategorien, die es seit Anfang der 2010er Jahre gibt, bietet CurseForge heutzutage auch Modifikationen und andere Inhalte für diese Computerspiele an:
- Palworld
- Die Sims 4
- Kerbal Space Program
- Surviving Mars
- Terraria
- World of Tanks
- RIFT
- The Elder Scrolls V: Skyrim
- Among Us
- Stardew Valley
- American Truck Simulator